# Respiración artificial

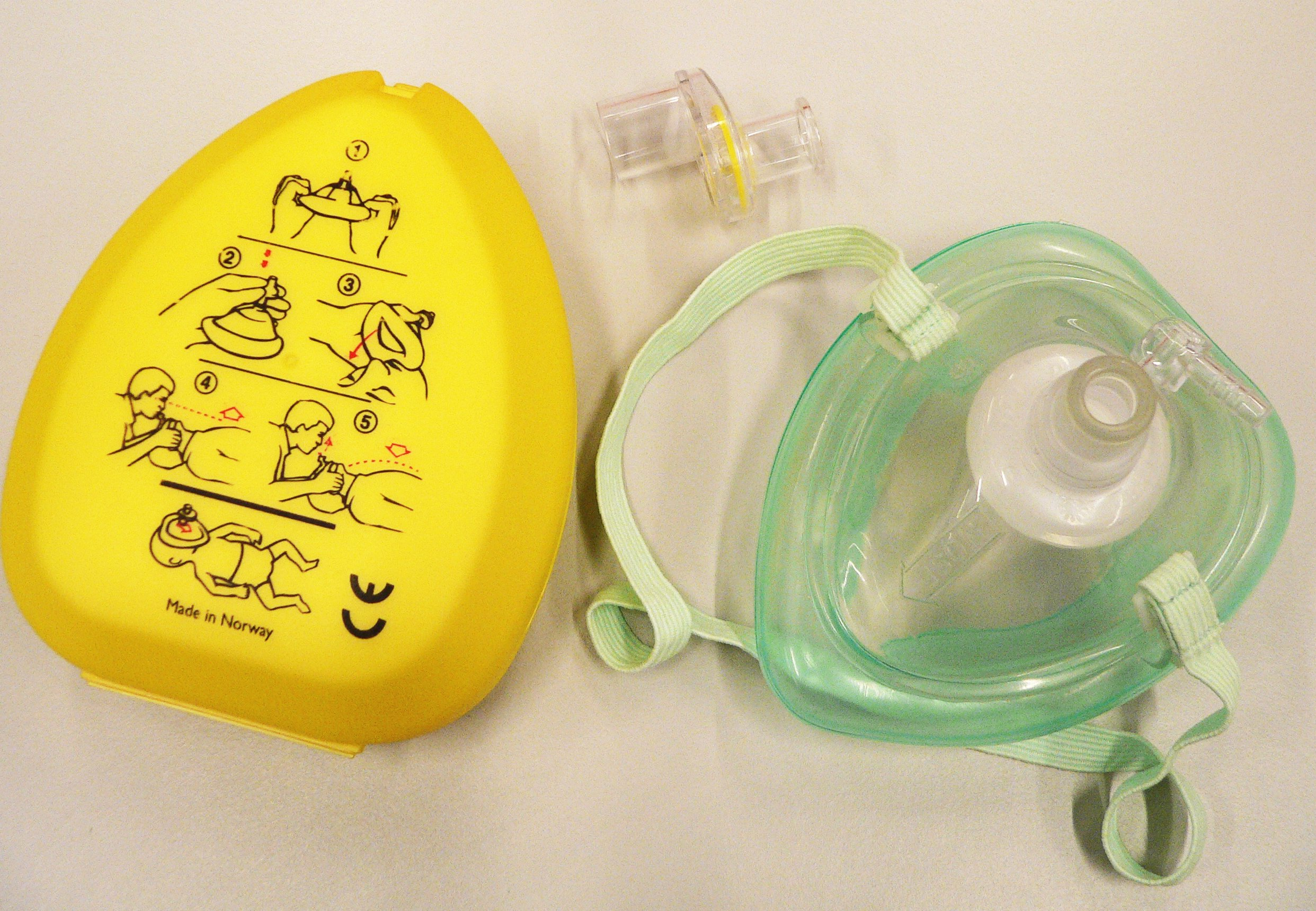
Una máscara de bolsillo para CPR, junto con su estuche
para transporte.

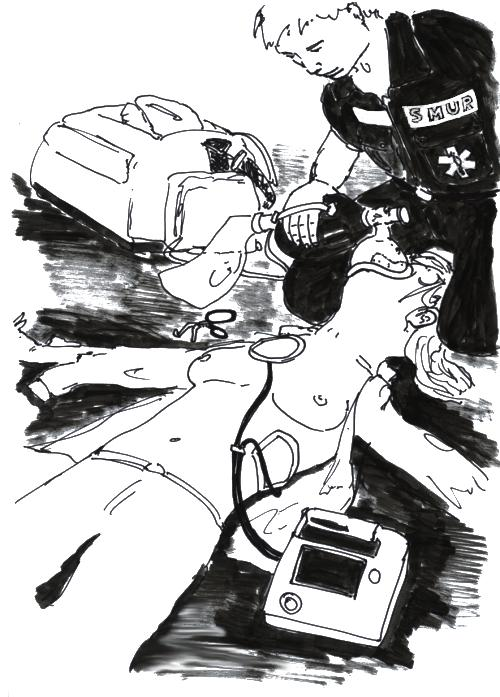
Típica postal de una reanimación en progreso,
con una bolsa Ambu en uso ("bolseo").

La respiración artificial es la ventilación asistida mediante diversas técnicas en una persona que ha dejado de respirar o se le dificulta hacerlo.
Consiste principalmente en mantener las vías respiratorias despejadas y estimular la
inhalación y la exhalación. A diferencia de la reanimación cardiorrespiratoria, este método no implica las compresiones torácicas para avivar la circulación sanguínea. La táctica fundamental es la respiración de boca a boca, en la cual el socorrista exhala dentro de la boca del infortunado, dando tiempo a que la víctima exhale a su vez.

El organismo puede sufrir de falta de oxígeno en la siguiente circunstancias: cuando el aire que respira contiene poco oxígeno, como en las grandes altitudes, o contiene otros gases no respirables; cuando se bloquea o se obstruye el paso de aire hasta el pulmón, como en la sofocación o ahogo por inmersión; cuando el corazón fracasa en su empeño de hacer circular la sangre, como en la insuficiencia cardíaca o en el colapso grave; cuando los movimientos respiratorios son demasiado débiles como consecuencia de una parálisis de células del centro respiratorio o de un obstáculo en la transmisión nerviosa hacia los músculos respiratorios, como en el shock eléctrico, en la intoxicación barbitúrica o alcohólica y en los traumatismos craneales. El único medio de salvar a estas personas consiste en conseguir el recambio urgente de aire en el sistema respiratorio. Así pues, el objetivo de la respiración artificial es el de aumentar y disminuir rítmicamente la capacidad de la caja torácica y mantener libres las vías respiratorias. La actuación inmediata, siempre que la respiración se detenga, de es importancia vital. Unos segundos de retraso pueden significar la muerte del individuo que de otro modo se hubiese salvado.

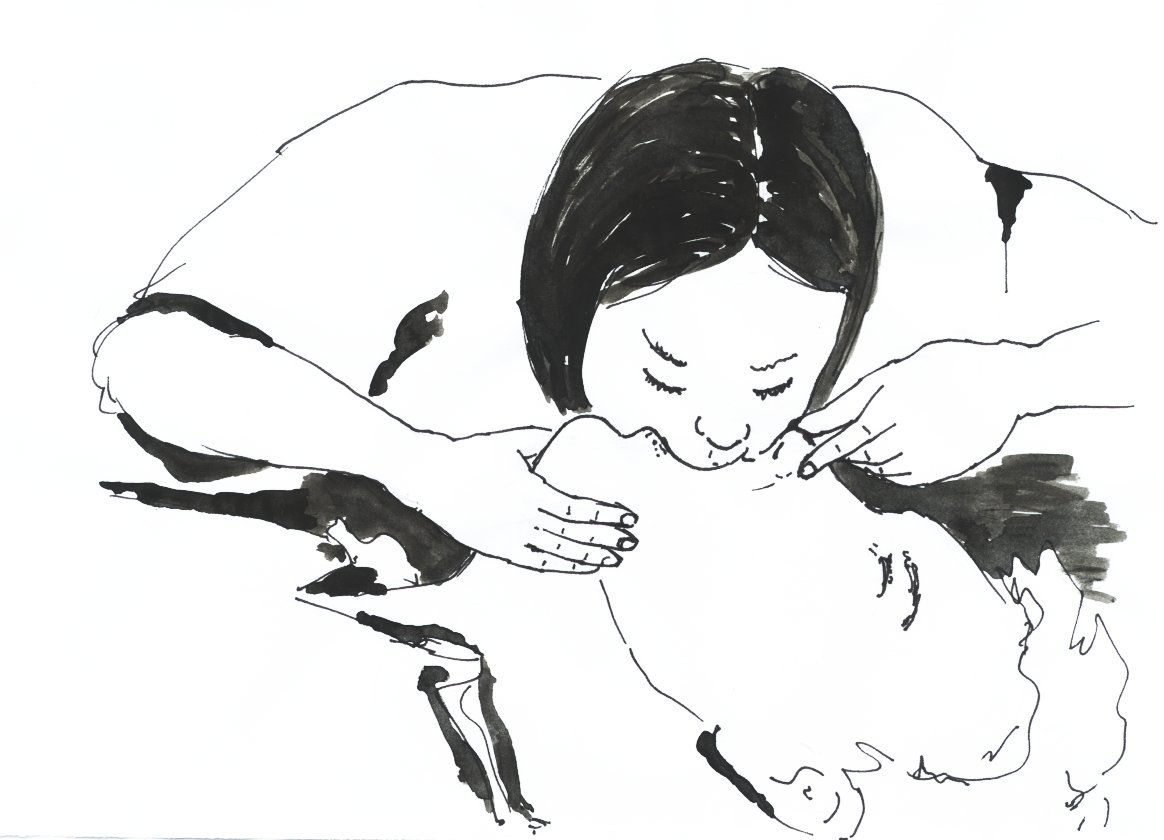
Insuflación de boca a boca.

## Métodos manuales
Los métodos manuales de respiración artificial no requieren equipo alguno especial, basta con saber expandir y comprimir alternativamente la caja torácica. El procedimiento manual más eficaz consiste en la presión alternativa de la espalda y elevación de los brazos. Este método ha demostrado ser más útil, pues las investigaciones científicas han confirmado que se consigue con él un intercambio de aire mayor que con cualquier otro método, ya que activa y logra tanto la expansión del tórax como su depresión, por otra parte tiene la ventaja de que su aprendizaje es sencillo. Además las personas poco fuertes, incluso un niño son capaces de practicarlo en individuos corpulentos.

#### Respiración Boca a boca
Impuesto por sus garantías de éxito consiste en los siguientes movimientos: 
1. Colocar a la víctima boca arriba.
2. Ponerle la mano en el cuello y levantarle con ella al cuello, echándole la cabeza hacia atrás, sosteniendo la por la frente con la otra mano y tirándole la barbilla hacia arriba de forma que la cabeza quede totalmente inclinada hacia atrás.
3. Apoyar herméticamente la boca sobre la de la víctima y, tapando la nariz, soplar con fuerza (si se trata de un niño soplar a la vez sobre la boca y la nariz).
4. Retirar la boca y repetir la maniobra